# Асавдыбаш
Асавдыбаш (баш. Асауҙыбаш) — село в Янаульском районе Башкортостана, Россия. Центр Асавдыбашского сельсовета.

## Географическое положение
Находится у истока речки Асавда. Расстояние до:
- районного центра (Янаул): 22 км,
- ближайшей ж/д станции (Янаул): 22 км.

## История
Деревня основана около 1865 года на территории Бирского уезда Уфимской губернии. В 1891 году построена мечеть.
В 1896 году в деревне Кызылъяровской волости VII стана Бирского уезда 50 дворов и 306 жителей (156 мужчин, 150 женщин), мечеть, хлебозапасный магазин и торговая лавка.
В 1906 году — 349 жителей, мечеть, 2 бакалейные лавки, хлебозапасный магазин.
В 1920 году по официальным данным в деревне той же волости было 77 дворов и 400 жителей (188 мужчин, 212 женщин), по данным подворного подсчета — 429 башкир в 77 хозяйствах. В 1926 году деревня относилось к Бирскому кантону Башкирской АССР.
В 1922 году открыта первая школа, а в 1928 году основан Асавдыбашский сельсовет. В 1929 году появился колхоз «Кызыл Октябрь».
В 1939 году население села составляло 438 жителей, в 1959 году — 376.
В 1951 году после укрупнения колхоз стал называться «Парижская коммуна». В деревне Асавдыбаш имелась овцеводческая ферма.
В 1949–50 годах сельская школа стала семилетней, в 1961–62 годах — восьмилетней, с 1965 года — средней.
В 1958 году село электрифицировано, затем проведены водопровод и радио. В 1970 году построен клуб, в 1975 году — здание сельсовета. В 1976 году появились пилорама и котельная, в 1978 году машинно-тракторная мастерская и конюшня, в 1979-м — медпункт и зерносушилка.
В 1982 году население — около 300 человек.
В 1989 году — 288 человек (133 мужчины, 155 женщин).
С 1999 года село газифицировано.
В 2002 году — 247 человек (126 мужчин, 121 женщина), башкиры (96 %).
В 2010 году — 193 человека (106 мужчин, 87 женщин).
Имеются сельский дом культуры, ФАП, АТС, сельская библиотека, почтовое отделение, магазины. Здесь же находится администрация СПК «Парус».

## Население
| 2002 | 2009 | 2010 |
| ---- | ---- | ---- |
| 247  | ↘238 | ↘193 |